# Leitungslüfter
Ein Leitungslüfter dient der Belüftung eines Hohlleiters.
Je nach Klimazone kann Feuchtigkeit in Hohlleiter eindringen, die zur Absorption der Mikrowellen und damit zur Dämpfung der übertragenen Signale führt. Das Problem tritt besonders bei Zuleitungen zu Antennen im Freien auf, in denen es bei Abkühlung zur Bildung von Kondenswasser kommen kann.
Ein Leitungslüfter versorgt das Innere des Hohlleiters mit trockener Luft und erzeugt einen Überdruck, durch den das Eindringen feuchter Luft in den Hohlleiter verhindert wird. Bei diesem Prozess kommen sowohl Leitungslüfter mit automatischer Trockenmittelregeneration als auch Leitungslüfter, bei denen nach Sättigung des Trocknungsmittels dieses ausgetauscht werden muss, zum Einsatz.